# Homopolimery
Homopolimery – rodzaj polimerów, których łańcuchy zawierają tylko jeden rodzaj merów. Czasem są określane krótko jako „polimery”. Przykładowe homopolimery syntetyczne to polietylen, polistyren i poli(chlorek winylu). Naturalnym homopolimerem jest np. skrobia, zbudowana z merów glukozowych. Polimery zbudowane z różnych merów to syntetyczne kopolimery lub naturalne heteropolimery (np. kwasy nukleinowe i białka).